# GlaxoSmithKline
GlaxoSmithKline (GSK) è una casa farmaceutica britannica con sede a Londra nel sobborgo di Brentford.
Nata nel 2000 per fusione di Glaxo Wellcome e SmithKline Beecham, nel 2016 era la 10ª industria farmaceutica del mondo dopo Pfizer, Novartis, Roche, Sanofi, Merck, Abbott Laboratories, Allergan, AstraZeneca e McKesson.

## Storia

### Le origini

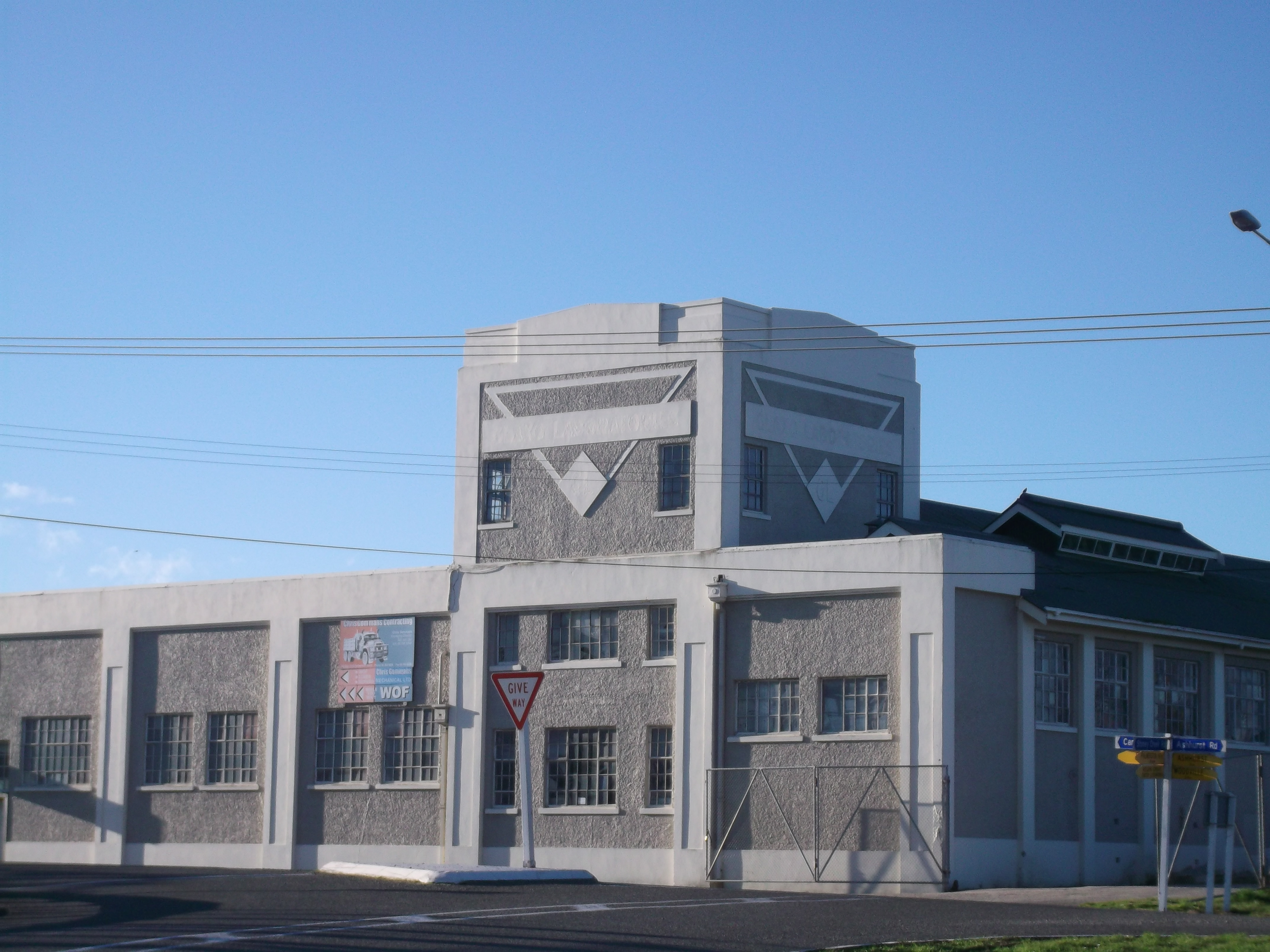
Lo stabilimento del latte in polvere della Joseph Nathan & Co. di Bunnythorpe, Nuova Zelanda, dismesso nel 1973

Il commerciante ebreo inglese Joseph Nathan (1835-1912), emigrato in Nuova Zelanda, nel 1872 rilevò un'attività del commercio della lana di proprietà del cognato Jacob Joseph a Wellington, la Jacob Joseph & Co., che nel 1873 trasformò in Joseph Nathan & Co. Nel 1899, la Joseph Nathan & Co. venne trasferita in Inghilterra, e Louis Nathan, uno dei figli di Joseph, diversi anni dopo entrò nel business del latte in polvere prodotto in Nuova Zelanda, e assieme a Frank Debenham, nel 1903 fondò a Londra la The Dried Milk Company.
Nel 1905, gli altri membri della famiglia Nathan si interessarono alla produzione e commercializzazione del latte in polvere, e diedero vita alla Imperial Dried Milk Company. Una fabbrica appositamente costruita a Bunnythorpe in Nuova Zelanda produceva latte in polvere che veniva venduto principalmente alla rinfusa per i clienti della ristorazione e militari.

### Nascita di "Glaxo" (1906)
Alec Nathan, uno dei figli di Joseph, voleva commercializzare il prodotto con il marchio Lacto, ma poiché non gli fu permesso dall'ufficio dei marchi registrati, in quanto ne esisteva già uno, per eufonia inventò il marchio Glaxo, registrato nell'ottobre del 1906, che consentì alla azienda di famiglia di avere maggiore successo e di acquisire notorietà. Il latte in polvere Glaxo veniva commercializzato all'interno di una scatola di metallo.
Nel 1908, la Joseph Nathan & Co. creò a Londra la divisione Glaxo Department e diede alle pubblicazioni il Glaxo Baby Book ("Libro Glaxo per l'infanzia"). Il "Glaxo Baby Book" era una pubblicazione unica che mirava a rispondere alle domande delle madri sull'alimentazione e la cura dei neonati. L'opuscolo, che continuò fino agli anni settanta, forniva consigli pratici da parte del personale infermieristico e rifletteva i progressi della scienza medica e nutrizionale. Lo slogan fu "Glaxo - the Food that Builds Bonnie Babies, che divenne molto familiare.
Alla morte di Joseph Nathan nel 1912, la guida dell'azienda era stata assunta dai figli, i quali nel 1913 la registrarono come public company, con un capitale sociale di 473 000 sterline. Grazie a un'importante campagna pubblicitaria, nel 1914, Glaxo divenne il marchio leader in Gran Bretagna, distribuito in oltre 9.000 farmacie e in 189 strutture sanitarie. Durante la prima guerra mondiale continuò la rapida espansione del business Glaxo, grazie anche all'accordo con il ministro del controllo alimentare britannico per la distribuzione del latte in polvere tra la popolazione infantile.
Nel 1919 fu assunto il chimico e farmacista Harry Jephcott, che assieme ad Alfred Bacharach - proveniente dalla Burroughs, Wellcome & Co. - e ad altri due membri dello staff, fondò il laboratorio della Glaxo e introdusse le procedure di controllo della qualità. Durante una visita negli Stati Uniti nel 1923, Jephcott si assicurò la licenza per l'uso del procedimento sviluppato da Theodore Drucker della Columbia University per l'estrazione della vitamina D. Nel 1924, la Nathan & Co. avviò la produzione della vitamina D, che lanciò sul mercato, e fu il suo primo prodotto farmaceutico. Cinque anni più tardi, nel 1929, l'azienda britannica ottenne la licenza, sempre dagli Stati Uniti, di un processo migliorato di produzione della vitamina D - processo di Steenbock - che consisteva nell'irradiamento dell'ergosterolo.
La Nathan & Co. cominciò a espandersi all'estero con la creazione in Italia, nel 1932, della prima consociata, la Società Anonima Italiana Nathan Bompiani, fondata a Verona su iniziativa di Peter Gent, un rappresentante dell'azienda, e del conte Guglielmo Bompiani. Nel 1935, la Glaxo Department creò a Greenford, distretto del borgo londinese di Ealing, la Glaxo Laboratories, il cui stabilimento produsse alimenti per l'infanzia e farmaci. Nel 1940 il marchio Ostermilk sostituì lo storico marchio "Glaxo" per i prodotti a base di latte in polvere.
La Glaxo Laboratories, assieme ad altre case farmaceutiche britanniche, la May & Bakers Ltd., la British Drug House Ltd., la Burroughs Wellcome & Co., 
Boots Pure Drug Co. Ltd., nel 1941, costituirono la Therapeutic Research Corporation of Great Britain, Ltd., un consorzio nazionale per promuovere la ricerca e lo sviluppo di nuovi farmaci. Nel 1942, alla TRC fu concesso il brevetto per la penicillina, di cui Glaxo avviò la produzione, e per questo aprì tre nuovi stabilimenti di produzione ad Aylesbury, Watford e Stratford. Nell'anno medesimo, produsse i primi vaccini.
Allo scoppio della seconda guerra mondiale, dopo l'ingresso dell'Italia nel conflitto con la dichiarazione di guerra fatta da Mussolini alla Gran Bretagna nel 1940, la sussidiaria italiana di Verona, divenuta Società Anonima Italiana Laboratori Glaxo, l'anno dopo venne posta sotto sequestro e nazionalizzata dalle autorità fasciste. Al termine del conflitto, nel 1945, la Laboratori Glaxo tornò sotto la proprietà dell'azienda britannica. Nello stesso periodo, Glaxo era riuscita a espandersi facendo ingresso nei mercati di USA e Sudamerica.

### Glaxo Laboratories Ltd (1947-1972)
Nel 1947, la Glaxo Laboratories divenne una public company e la società Joseph Nathan and Co., cessò di esistere. La Glaxo Laboratories Ltd. assorbì la società Joseph Nathan & Co. e divenne la società capogruppo. Nello stesso anno fece ingresso alla Borsa di Londra, e produsse le prime cefalosporine. I ricercatori di Glaxo Laboratories nel 1948 isolarono la vitamina B12 per il trattamento dell'anemia perniciosa, e produssero la streptomicina per il trattamento della tubercolosi. Altri importanti lavori fatti nei laboratori Glaxo furono, nel 1949, l'isolamento della L-tirosina, e nel 1950, quella dei corticosteroidi.
Negli anni cinquanta-sessanta, la Glaxo acquisì il controllo di altre case farmaceutiche britanniche, come Dextran (1952), Murphy Chemical Co. (1956), Allen & Hanburys (1958), Evans Medical Supplies (1961), Edinburgh Pharmaceutical Industries, New Apothecaries (1963), entrò nell'azionariato della British Drug Houses (1967), e queste acquisizioni portarono alla creazione di un grande gruppo farmaceutico denominato Glaxo Group Ltd.
Nel 1956 la Glaxo Laboratories lanciò il BCG liofilizzato per la prevenzione della tubercolosi; nel 1963, lanciò una linea di corticosteroidi per patologie cutanee il cui capostipite è il betametasone; nel 1964 lanciò la cefaloridina; nel 1966, lanciò il trattamento per l'asma bronchiale a base di salbutamolo, una molecola scoperta nel centro ricerche di Ware; nel 1969, fu lanciata la cefalexina.

### Glaxo Holdings plc (1972-1995)
Nel 1971, la casa farmaceutica Beecham Group tentò di acquisire Glaxo Group, ma l'offerta, di 290 milioni di sterline venne respinta dall'azienda di Greenford e bloccata dalla UK Competition Commission. La stessa commissione impedì a Glaxo di acquisire l'azienda chimica Boots e di effettuare la fusione, e nel 1972 il Gruppo venne riorganizzato con la costituzione della Glaxo Holdings plc, con sede a Londra, divenuta nuova società capogruppo.
Nel 1972, i laboratori Glaxo lanciarono il beclometasone, un corticosteroide orale, e nel 1975 il beclometasone per la rinite allergica. Nel 1978, Glaxo rilevò la statunitense Meyer Laboratories Inc., che a seguito di questa acquisizione nel 1980 assunse la denominazione Glaxo Inc., e lanciò la cefuroxima. Altri nuovi prodotti furono la ranitidina nel 1979, la ceftazidima nel 1983, la cefuroxima axetil nel 1987.
Nel 1988, Glaxo aprì due centri in Carolina del Nord, a Zebulon e a Triangle Park. Nel 1990 venne inaugurato il Centro Ricerche di Verona; nello stesso anno, Glaxo lanciò gli antiasmatici salmeterolo e fluticasone propionato, ondansetron contro il vomito da chemioterapia antineoplastica e l'antiemicranico sumatriptan. Nel 1991, iniziò la produzione della lacidipina, una molecola contro l'ipertensione arteriosa scoperto nei laboratori Glaxo a Verona.

### Da Glaxo Wellcome (1995) a GlaxoSmithKline (2000)
Nel 1995, Glaxo rilevò per 9 miliardi di sterline la Burroughs, Wellcome and Co., con cui venne attuata la fusione e diede vita a un nuovo gruppo farmaceutico, la Glaxo Wellcome plc. La Glaxo Wellcome, nel 2000 rilevò la casa farmaceutica anglo-americana SmithKline Beecham per 76 miliardi di dollari, e venne attuata un'altra fusione, che portò alla creazione della GlaxoSmithKline plc.
Nel 2009, GlaxoSmithKline si accorda con la statunitense Pfizer per la creazione di una controllata (da GSK per l'85% del capitale, da Pfizer per il 15%) che unisca le sinergie dei due gruppi nel campo delle molecole antivirali e - in particolare - della terapia antiretrovirale e dell'AIDS. La società, che riunirà l'area antivirale di GSK e di Pfizer, prende il nome di ViiV Healthcare.
Nel 2014 GSK brevetta RTS,S, il primo vaccino per combattere plasmodium falciparum, l'agente della malaria; per venire incontro alle esigenze dei Paesi in via di sviluppo, il vaccino viene annunciato a un prezzo di vendita pari a quello di costo ricaricato del cinque per cento, maggiorazione reinvestita per ulteriore ricerca vaccinale.
Nel 2018, GSK crea una nuova joint venture con Pfizer, in cui GSK detiene il 68% delle azioni. L'accordo raggiunto tra le due aziende farmaceutiche prevede la divisione del business in due realtà, una per farmaci e vaccini con obbligo di prescrizione medica, l'altra per prodotti da banco.

### Dal 2025
Gsk ha annunciato una collaborazione da 500 milioni a 12 miliardi di dollari con Hengrui Pharma per lo sviluppo di 12 nuovi farmaci  nelle aree nelle aree respiratory, immunology & inflammation (RI&I) e Oncologia.

## Informazioni e dati
GlaxoSmithKline (GSK) è una multinazionale farmaceutica che produce e commercializza farmaceutici, vaccini e beni di consumo. Nata nel 2000 dalla fusione tra Glaxo Wellcome e SmithKline Beecham, la società è molto attiva nel settore della ricerca scientifica per lo sviluppo di nuovi prodotti.
Al 2018, GSK contava 95 490 dipendenti, e realizzava un fatturato di 30,821 miliardi di sterline e un utile netto di 4,046 miliardi. La quota di fatturato più alto di GSK proveniva dai farmaceutici con 17,269 miliardi di sterline, a seguire vaccini e beni di consumo, rispettivamente con 5,894 e 7,658 miliardi. Oltre 15 000 sono i dipendenti impiegati nella ricerca e sviluppo, in cui ha investito 3,893 miliardi di sterline. GSK è presente in 150 paesi di Europa, Americhe, Africa, Asia e Oceania, con 68 filiali e 36 stabilimenti per la produzione e la ricerca e sviluppo.
GSK produce in proprio numerosi farmaci considerati essenziali dall'Organizzazione Mondiale della Sanità quali amoxicillina (antibiotico), mercaptopurina (immunosoppressore), pirimetamina (antimalarico) e AZT (antiretrovirale HIV). Tra i prodotti sanitari e di igiene personale più noti al pubblico, vi sono i dentifrici Aquafresh e Sensodyne, la gamma Parodontax, il surrogato del tabacco Nicorette, l'antidolorifico Voltaren e altri.
Quotata primariamente alla Borsa valori di Londra (e secondariamente a quella di New York), del cui indice azionario FTSE 100 è socio costitutivo, ad agosto 2016 GSK presentava una capitalizzazione azionaria di circa 81 miliardi di sterline.

## Controversie legali

### Condanna per frode nel 2012
Nel luglio del 2012 la GlaxoSmithKline è stata condannata per il più grande caso di frode sanitaria negli Stati Uniti. In seguito a questo ha accettato di pagare un risarcimento di 3 miliardi di dollari, il quale costituisce il più grande risarcimento pagato da una casa farmaceutica. L'accordo è correlato alla promozione illegale di prescrizioni di farmaci da parte dell'azienda, al fatto di non aver riportato correttamente i dati di sicurezza di utilizzo, alla corruzione di medici e alla promozione di medicine per usi non autorizzati. I farmaci in questione sono Paxil (che ha raggiunto vendite pari a $ 11,6 miliardi al periodo dell'accordo), Wellbutrin ($ 5,9 miliardi), Avandia ($ 10,4 miliardi), Advair Lamictal e Zofran per usi non autorizzati. Questi farmaci, assieme a Imitrex, Lotronex, Flovent e Valtrex sono stati oggetto anche di schemi corruttivi. L'indagine governativa si è basata grandemente sulle informazioni provviste da un informatore che ha agito secondo la legge statunitense "False Claims Act".

### Rosiglitazone (Avandia)

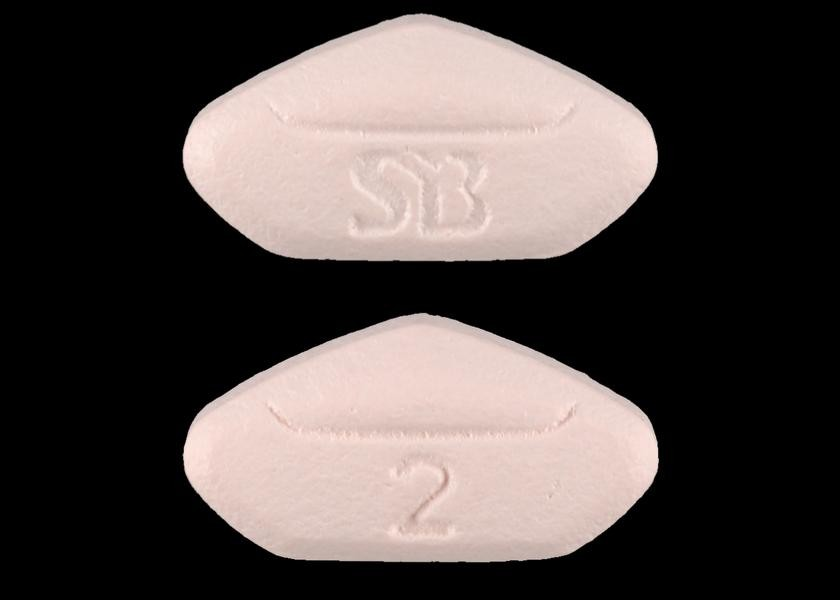
Rosiglitazone

Nel giugno 2007 una meta-analisi scritta da Steve Nissen, a capo della divisione di medicina cardiovascolare all'ospedale di Cleveland, pubblicata nel "New England Journal of Medicine", ha mostrato un aumento dell'odds ratio di infarto miocardico in pazienti sotto trattamento con rosiglitazone (Avandia). Il New York Times ha pubblicato un articolo con la trascrizione della conversazione di Nissen con i dirigenti della casa farmaceutica: la conversazione era stata registrata senza che i dirigenti ne fossero a conoscenza. Susseguentemente è stata imbastita un'indagine del Congresso per determinare quali informazioni erano conosciute al momento dell'approvazione del farmaco e nei momenti successivi e se la GlaxoSmithKline abbia tentato di nascondere tali informazioni. Nel febbraio del 2010 la GlaxoSmithKline provò a bloccare la pubblicazione di un articolo critico sul rosiglitazone. Nel luglio una lettera del comitato finanziario statunitense dichiarò che la GlaxoSmithKline deve pubblicare studi che indicano problemi concernenti il farmaco Avandia. Nel novembre 2007 un comitato del Congresso statunitense ha rilasciato una relazione che descrive come la GlaxoSmithKline abbia fatto delle intimidazioni al dott. John Buse (dell'Università della Carolina del Nord) in seguito alle sue preoccupazioni sui rischi cardiovascolari associati al rosaglitazone

### Paroxetina

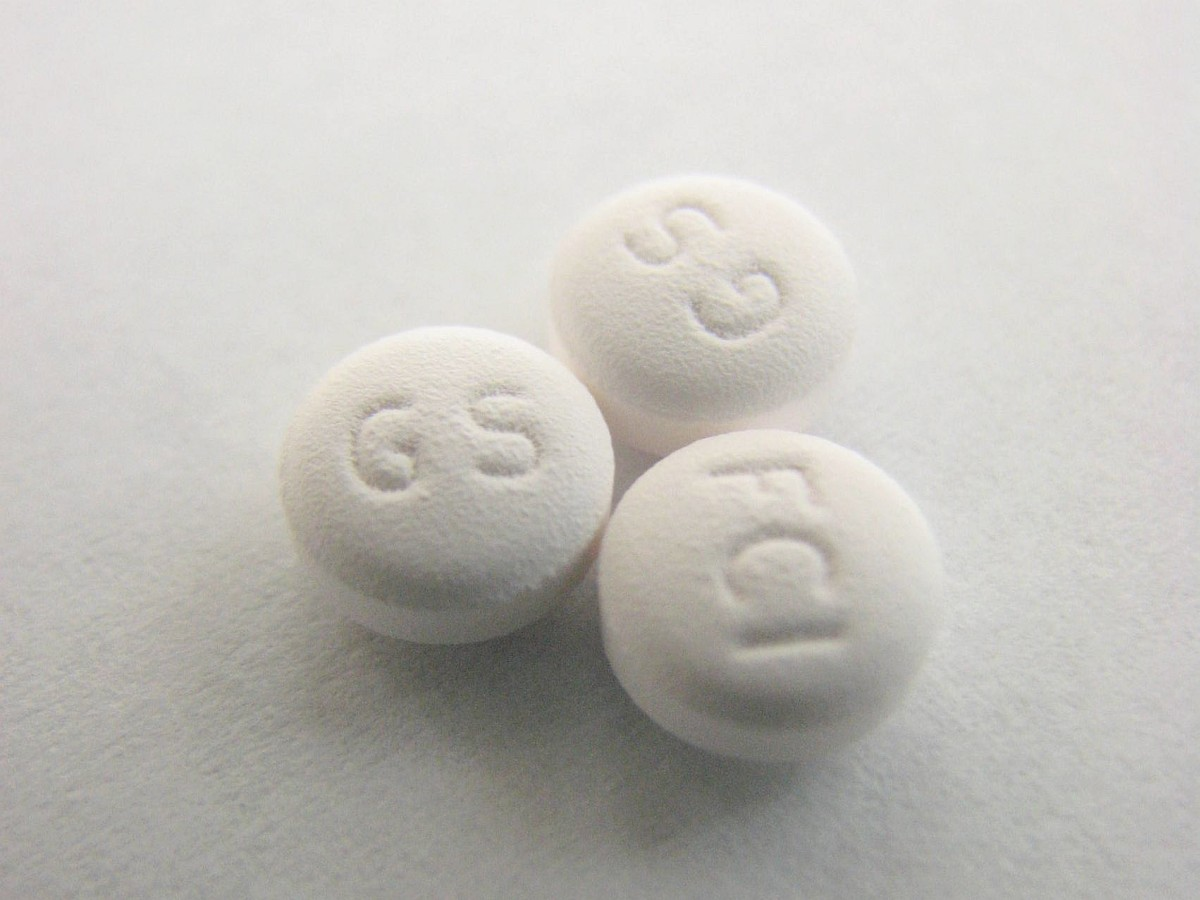
Paroxetina

La paroxetina è un anti-depressivo inibitore selettivo della ricaptazione della serotonina (SSRI) rilasciato dalla GlaxoSmithKline nel 1992. La campagna di promozione del farmaco diretta ai bambini è alla base per la successiva condanna per frode nel 2012 negli USA. Per dieci anni il farmaco è stato venduto come "non inducente dipendenza", dichiarazioni che numerosi esperti e almeno una corte giudiziaria hanno poi smentito come incorretta. Circa 5 000 cittadini statunitensi hanno fatto causa alla GlaxoSmithKline per l'uso della paroxetina, altre cause sono state intentate anche nel Regno Unito. Il motivo delle cause è che la GlaxoSmithKline abbia mancato di informare i pazienti di possibili diversi gravi effetti collaterali. Nel 2001 l'Organizzazione Mondiale della Sanità ha dichiarato la paroxetina come l'antidepressivo del quale è più difficile poter sospendere l'uso. Nel 2002 la Food and Drug Administration ha pubblicato un nuovo avvertimento riguardo al farmaco e alla Federazione Internazionale delle Associazioni di Produttori di Farmaci ha dichiarato che la GlaxoSmithKline ha indotto il pubblico in inganno riguardo alla paroxetina e ha violato due codici di condotta dell'associazione.
Nel 2004 la GlaxoSmithKline ha accettato di patteggiare la condanna per frode ai consumatori pagando 2,5 miliardi di dollari; il farmaco a quel tempo aveva un ricavato di vendita annuale di 2,7 miliardi di dollari. Nel processo sono state inoltre mostrate prove di una deliberata e sistematica azione di soppressione dei risultati delle ricerche non favorevoli alla paroxetina. Uno dei documenti interni della GlaxoSmithKline riportava: "sarebbe commercialmente inaccettabile includere una dichiarazione che l'efficacia [nei bambini] non è stata mai dimostrata, poiché ciò inficerebbe il profilo [commerciale] della paroxetina". Nel giugno 2004 la FDA ha pubblicato una lettera di violazione indirizzata alla GlaxoSmithKline in risposta agli spot televisivi "falsi o fuorvianti" per la paroxetina, scrivendo: "questi spot sono preoccupanti dal punto di vista della salute pubblica perché inducono un allargamento dell'uso della paroxetina [oltre alle condizioni per le quali è stata approvata], allo stesso tempo minimizzando i seri rischi associati al farmaco". La GlaxoSmithKline ha risposto che gli spot erano stati inizialmente approvati dalla FDA e che, comunque, non sarebbero più stati trasmessi.
Nel marzo 2008 l'Agenzia di Regolazione per i Medicinali e i Prodotti per la Salute statunitense ha concluso che la GlaxoSmithKline avrebbe dovuto avvertire i consumatori dei possibili effetti collaterali della paroxetina molto prima di quanto abbia effettivamente fatto.. La GlaxoSmithKline non poteva essere perseguita secondo la legislazione vigente in quel tempo. Nel 2008 le informazioni di prescrizione della paroxetina rilasciate dalla GlaxoSmithKline indicano per la prima volta che possono verificarsi "seri sintomi di dipendenza". I documenti giudiziari rilasciati nell'ottobre 2008 indicano che la GlaxoSmithKline "e/o i ricercatori coinvolti potrebbero aver nascosto o soppresso dati riguardanti il rischio di suicidio durante le sperimentazioni cliniche" della paroxetina. La soppressione dei risultati sfavorevoli delle ricerche e il processo della loro scoperta giudiziaria sono il soggetto del libro "Effetti Collaterali" (2008) di Alison Bass.

### Ribena
La GlaxoSmithKline è stata dichiarata colpevole nel marzo 2007 da parte della corte distrettuale di Auckland di 15 reati collegati alla condotta fuorviante nei confronti del "patto di libero scambio" della Commissione del Commercio Neozelandese. I reati riguardano Ribena: un succo di frutti "neri" misti, il quale è stato commercializzato al pubblico dall'azienda come contenente alte dosi di vitamina C, come parte di un progetto scientifico scolastico. Anna Devathasan e Jenny Suo, studenti quattordicenni del College Pakuranga di Auckland, hanno scoperto che Ribena contiene in realtà basse dosi di vitamina C. La comunicazione dei risultati all'azienda non ha avuto seguito, pertanto, dopo che la scoperta venne comunicata a uno show, essa venne portata all'attenzione della Commissione del Commercio. I test commissionati da quest'ultima scoprirono che Ribena non conteneva nessuna traccia rilevabile di vitamina C e la compagnia ricevette una multa di 217 000 dollari. La GlaxoSmithKline dichiarò che non intendeva ingannare i consumatori e che le frasi promozionali erano basate su procedure di test che sono state susseguentemente cambiate.

### SB Pharmco Puerto Rico
Nell'ottobre 2010 Il dipartimento di Giustizia statunitense ha annunciato che la GlaxoSmithKline pagherà 150 milioni di dollari di multa (più 600 milioni di risarcimenti civili). Al quel tempo esso corrispondeva alla più grande cifra mai pagata come multa da parte di un produttore di farmaci adulterati. La GlaxoSmithKline ha accettato l'accordo di pagamento in risposta alle accuse penali e civili derivanti dall'aver prodotto farmaci adulterati da parte della sua sussidiaria: SB Pharmco Puerto Rico Inc. a Porto Rico, la quale, a quel tempo, produceva farmaci per 5,5 miliardi di dollari all'anno. Il processo è iniziato 2002 quando la GlaxoSmithKline mandò un gruppo di esperti di qualità per risolvere i problemi citati da una lettera di ammonimento della FDA del precedente mese. Il controllo di qualità dello stabilimento si rivelò essere "un disastro: il sistema idrico era contaminato, il sistema di aerazione rendeva possibili le contaminazioni incrociate tra i prodotti, il magazzino era così affollato che i furgoni noleggiati venivano usati per lo stoccaggio. Lo stabilimento non poteva garantire la sterilità delle soluzioni iniettabili dei farmaci anti-cancro e pillole diverse erano talvolta mischiate nello stesso contenitore". L'ispettore-capo si lamentò con i dirigenti e raccomandò di ritirare dal mercato dei prodotti difettosi ma non avevano l'autorizzazione per farlo. Dopo la notifica alla FDA, nel 2005 le autorità confiscarono prodotti per 2 miliardi di dollari: la più grande confisca della storia. Incapace di risolvere i problemi dello stabilimento, la GlaxoSmithKline lo chiuse nel 2009.

### Altre
- Nel 2003 GSK ha firmato un accordo di integrità aziendale e ha pagato 88 milioni di dollari in una causa civile per aver sovrapprezzato l'antidepressivo Paxil e lo spray nasale Flonase. Inoltre nel 2003 fu riportato che la GlaxoSmithKline doveva al fisco statunitense 7,8 miliardi di dollari di tasse arretrate e interessi: la cifra più alta nella storia statunitense di tasse arretrate[52].
- Nel 2004 la Guardia di Finanza italiana accusò circa 5 000 persone per corruzione, tra le quali 273 impiegati della GlaxoSmithKline. Secondo l'accusa, la GlaxoSmithKline e le aziende a lei precedenti hanno speso 228 milioni di euro in "regali" come fotocamere, computer, vacanze e contanti per medici, farmacisti e altre figure. Prescrivere farmaci in cambio di regali o denaro costituisce in Italia il reato di comparaggio[53]. Nel 2002 un'identica controversia si è manifestata in Germania[54].
- A marzo 2006 il procuratore generale della California annunciò che GSK avrebbe pagato 14 milioni di dollari "per risolvere le accuse di aver gonfiato i prezzi dell'antidepressivo Paxil, in quanto la GlaxoSmithKline ha perpetuato frode di brevetto, violazioni del regolamento anti-trust e abbia illecitamente tentato di mantenere il monopolio bloccando l'ingresso sul mercato delle versioni generiche del farmaco[55].
- Nel 2012 il giudice argentino Marcelo Aguinsky irrogò una multa di 400 000 AR$ (circa 180 000 euro) al laboratorio GSK di Buenos Aires per alcune irregolarità emerse nella concessione, tra il 2007 e il 2008, del consenso genitoriale ai trial clinici di alcuni minorenni di un vaccino antimalaria[56]; l'indagine era nata su segnalazione dell'istituto di sanità argentino a seguito della morte di 14 bambini durante la sperimentazione; emerse che alcune autorizzazioni erano state ottenute da congiunti senza potestà (nonni)[56], genitori a loro volta minorenni[56] e in un caso da una madre con problemi mentali[56]. La multa fu irrogata per «inadempienza ai doveri di controllo che obbligano a verificare che il benessere delle persone coinvolte sia tutelato, che i dati emersi dalla sperimentazione siano completi, precisi e verificabili»[56].
- A luglio 2013 le autorità cinesi hanno annunciato che sin dal 2007 la GlaxoSmithKline ha usato più di 700 agenzie di viaggio e società di consulenza per recapitare tangenti per quasi 3 milioni di yuan a dirigenti, medici, ospedali e altri che prescrivevano i suoi farmaci[57]. La GlaxoSmithKline si è detta dispiaciuta e preoccupata di quanto è successo e ha detto che coopererà con le autorità per le investigazioni[58]. Nel luglio ha ammesso che alcuni dei suoi dirigenti cinesi hanno infranto la legge e le autorità cinesi hanno arrestato quattro alti dirigenti con le accuse di corrompere medici per far loro prescrivere i farmaci GlaxoSmithKline in cambio di contanti e favori sessuali[59].